# فرودگاه آرگایل داونز
فرودگاه آرگایل داونز (به انگلیسی: Argyle Downs Airport) یک فرودگاه با کد یاتا AGY است . این فرودگاه در کشور استرالیا قرار دارد .